# Михайло Казимир Радзивілл (Рибонька)
Михайло Казимир Радзивілл «Рибонька» (біл. Міхал Казімір Радзівіл «Рыбанька», пол. Michał Kazimierz Radziwiłł Rybeńko; 13 червня 1702, Олика — 15 травня, Несвіж / 22 травня, Вільнюс 1762) — князь, магнат, державний і військовий діяч Великого Князівства Литовського Речі Посполитої. Представник роду Радзивіллів. Гетьман великий литовський, власник Несвізького замку, ординації. Син великого канцлера литовського Кароля Станіслава Радзивілла.

## Життєпис
Народився 13 червня 1702 року в м. Олика, нині Луцького району, Волинська область, Україна.
1719 року в Олаві познайомився і закохався в королівну Марію Кароліну, після її смерті став головним спадкоємцем.
У 1726 році розпочав відновлювати Несвізький замок, зруйнований шведами в 1706 році.
Після смерти короля Авґуста II Михайло Казимир виступив супротивником Станіслава Лещинського, одним з організаторів Краківської конфедерації, одним з авторів «Декларації доброзичливості» — звернення до російського уряду про «захист вольностей і конституції», яке стало офіційним приводом для втручання у справи Речі Посполитої. Під час війни за польську спадщину бився разом з російськими військами, командував корпусом у складі Нарвського драгунського полку і 3000 донських козаків.
За його сприяння 1743 року відбулись поховальні «урочистості» похованого в родовій усипальниці фарного костелу святого Лаврентія Жовкви. Коронний гетьман Юзеф Потоцький 1742 року купив у нього Тернопіль, який йому заповіла Марія Кароліна Собєська.
У 1750 році заснував діяльність Несвізької друкарні, відкрив Несвізький кадетський корпус. Заснував перші у ВКЛ мануфактури, серед яких Новосвержанська фаянсова, Слуцька персіарня (мануфактура з виробництва шовкових поясів). Прославився життє- та жонолюбством, за що й заробив своє прізвисько: так любив звертатися до всіх, особливо до жінок. Сприяв розвиткові мануфактур, закладених матір'ю головно на Підляшші, Новогрудчині та Случчині.
1752 року в дідичів-братів Станіслава та Олександра Малинських купив містечко Шумськ та «Шумський ключ» з прилеглих сіл.
Разом із дружиною Франціскою Урсулою організував театр, музичну, вокальну та балетну школи, оркестр народних інструментів. Залишив рукопис щоденника до 1761 р. (знаходиться в Головному архіві давніх актів у Варшаві).
Помер від короткотривалої хвороби (простудився під час інґресу Іґнація Массальского на єпископство). 12 червня його тіло урочисто перевезли до Мира, де воно лежало до часу помпезного поховання за сприяння сина Кароля Станіслава в костелі єзуїтів у Несвіжі 18—20 травня 1763 р.

### Посади (уряди)
- Ординат Несвіжу (9-й), конюший великий литовський з 1728 р., маршалок надвірний литовський, з 1734 р., польний гетьман литовський і каштелян троцький з 1735 р., воєвода троцький з 1737 р., каштелян віленський з 1742 р., воєвода віленський з 1744 р., гетьман великий литовський — з 1744 р. Староста повітовий у Великому князівстві Литовському: кам'янецький, кричівський, члухівський, остерський, ковенський. Староста перемишльський, брацлавський, ніжинський, овруцький, крем'янецький, парчевський.[27]

### Сім'я
Перша дружина — княжна Урсула Франциска Вишневецька (1705—1753), донька краківського каштеляна Януша Антонія, шлюб 1725-го. Віном була, зокрема, Білокриниця (тепер Кременецький район). Діти:
- Януш Тадеуш (1734—1750)
- Кароля Станіслава Радзивілла «Пане Каханку»
- Теофіля Констанція
- Катажина Кароліна (19.1.1740—1789) — дружина Станіслава Фердинанда Жевуського; їх сином був літератор Адам Жевуський, онукою — Евеліна Ганська, дружина Бальзака.

Друга дружина — Анна Мицєльська (1729—1771), шлюб 1754. Діти:
- Вероніка — дружина графа Франтішека Станіслава Костки фон Гуттен-Чапського (рід Гуттен-Чапських, з 21 вересня[1772), в придане Михайло-Казимир 28 листопада 1772 року передав Франтішку Гуттен-Чапському маєток Станьково.
- Геронім
- Юзефина
- Марія Вікторія